# Keu (scienza dei materiali)
Il keu è un residuo di produzione derivante dal trattamento dei fanghi prodotti dagli scarti della concia delle pelli; si caratterizza come un granulato sinterizzato.
In base al Testo unico in materia ambientale (d.lgs. 3 aprile 2006, n. 152) e al relativo regolamento ministeriale (D.M. 13 ottobre 2016, n. 264), cui è seguita una specifica circolare esplicativa, può essere classificato come sottoprodotto (art. 184-bis TU), ossia quale residuo di produzione non costituente rifiuto, sempreché siano state adeguatamente effettuate le necessarie operazioni di trattamento dei fanghi conciari. In tal caso, dal punto di vista produttivo si qualifica come materia prima seconda.
Il decreto ministeriale 5 febbraio 1998 annovera, tra i rifiuti per i quali è previsto il recupero di materia, i «fanghi di depurazione di acque di risulta della lavorazione del cuoio essiccati» (allegato 1, suballegato 1, n. 12.18).

## Trattamento
I fanghi prodotti dall'attività conciaria, al momento di fuoriuscire dagli impianti di chiarificazione (nei quali vengono separati dal resto dei liquami di concia), si caratterizzano come fanghi ispessiti (umidità attorno al 96%). Vengono quindi sottoposti a vari trattamenti:
- un eventuale condizionamento chimico con polielettroliti, che coagula le sostanze solide sospese nel sopranatante (la parte superiore della sospensione);
- centrifugazione (o sottoposizione a filtropressa a piastre), consistente in una disidratazione meccanica del fango (umidità rimanente attorno al 70%, nel caso della centrifugazione);
- essiccamento, che comporta una disidratazione termica del fango (umidità rimanente attorno al 5%) attraverso l'evaporazione delle sostanze liquide, effettuata all'interno di turboessiccatori con l'utilizzo di olio diatermico (mentre la miscela gassosa viene introdotta in un impianto scrubber e poi in un condensatore);
- pirolisi-gassificazione, trattamento termico che conduce alla scissione dei legami chimici e che rende inerte il materiale di risulta;
- sinterizzazione, che permette la saldatura delle polveri rimaste.

Si ottiene così il keu: mediamente, da 12-14 tonnellate di fango disidratato possono ricavarsi 1,8-1,9 tonnellate di materiale inerte.
Il keu viene miscelato con carbonato di calcio dando luogo ad un conglomerato noto come plastofill: questo può essere di tipo bituminoso (HCB, keu 30%), impiegato per la realizzazione di asfalti, o di tipo cementizio (HSC, keu 10%), usato come additivo del calcestruzzo. Il keu può essere adoperato anche come materiale di riempimento, ad esempio per la costruzione di rilevati stradali.

## Rischi per la salute
I fanghi non trattati, o non adeguatamente trattati, si caratterizzano come rifiuto e contengono elementi nocivi per la salute. Nei casi di «concia al cromo», in cui, a differenza di quanto accade nella «concia al vegetale», l'agente di concia è per regola costituito da sali di cromo in forma trivalente, quale il triossido di dicromo, Cr2O3, oppure da solfati basici di cromo, come l'idrossisolfato di cromo, Cr(OH)(SO)4, i materiali derivanti dai fanghi contengono anche un'elevata concentrazione di cromo, oltre ai vari inquinanti utilizzati nelle altre fasi di lavorazione del cuoio (come l'antimonio). Il materiale di risulta, anche quando sia miscelato a laterizi o pietrisco, se interrato può contaminare le acque sotterranee e la falda freatica, poiché i metalli pesanti non si dissolvono e vengono assorbiti dal terreno.
A tale riguardo, il decreto ministeriale 5 febbraio 1998 prevede «test di cessione» (art. 9), da effettuare «almeno ogni inizio di attività e, successivamente, ogni due anni, e comunque ogni volta che intervengano modifiche sostanziali nel processo di recupero dei rifiuti». Secondo tale normativa, il fango deve avere un contenuto di cromo inferiore allo 0,3% sul secco e un'umidità minore del 20%, in modo tale che il contenuto di cromo trivalente (Cr+++, cromo allo stato di ossidazione +3), nell'impasto del fango con argilla non sia superiore a 250 mg/kg sul secco.
Nel corso degli anni sono state aperte varie inchieste giudiziarie in merito allo smaltimento illecito di rifiuti.